# 平町 (長崎県)
平町（たいらまち）は、長崎県五島列島の北端、宇久島の北部にかつて存在した北松浦郡の町。1955年（昭和30年）に南隣の神浦村と合併を行い、宇久町となった。
現在の佐世保市宇久地区の北部にあたる。

## 地理
五島列島北端に位置する宇久島の北部、および寺島を主な町域とする。
- 島嶼：宇久島、寺島
- 山：城ヶ岳
- 河川：マグラ川、宮ノ首川、木場川
- 原野：大久保草原、野方草原、平原草原、長崎鼻草原
- 港湾：平漁港、木場湾

## 沿革
- 1889年（明治22年）4月1日 - 町村制施行により、北松浦郡平村が単独村制にて発足。
- 1949年（昭和24年）8月1日 - 平村が町制施行、平町となる[3]。
- 1955年（昭和30年）4月1日 - 神浦村と合併して宇久町となり、平町は自治体として消滅。

## 地名
郷を行政区域とする。平町は1889年の町村制施行時に単独で自治体として発足したため、大字は無し。（発足当時は平村）
- 大久保郷
- 太田江郷（おおだえ）
- 木場郷（こば）
- 平郷
- 寺島郷
- 野方郷
- 本飯良郷（もといいら）

## 平町出身の著名人
- 田浦直蔵（実業家、政治家）